# スレッドキングABC
『スレッドキングABC』は、2000年10月から2009年7月4日まで、朝日放送ラジオ（ABCラジオ）で放送された、松竹芸能所属のお笑いコンビ、アメリカザリガニがパーソナリティを務める番組である。

## 概要
ABCラジオの放送エリアは近畿地方だが、ABCラジオのインターネットラジオ「Webio」で番組の一部を聴くことが可能で、ハガキ職人は全国にまで広がっている。
正式な番組タイトルには「アメリカザリガニ」の名前は入っていないが、オープニングのタイトルコールでは「アメザリのスレッドキングABC」と言っている。
ABCラジオの日曜深夜の人気番組「誠のサイキック青年団」を手がけた板井昭浩が、朝日放送ラジオ局編成制作部在籍時（現在は他部署に異動）に手がけたこともあって、サイキックの姉妹番組という位置づけもされている。
2009年7月4日をもって番組終了。8年9ヶ月の放送に幕を降ろした。

## 放送時間
- 2000年10月〜2002年10月1日　毎週火曜日25:00〜26:00
- 2002年10月8日〜2003年3月25日　毎週火曜日25:00〜25:30
- 2003年4月1日〜2005年9月27日　毎週火曜日25:00〜26:00

(2005年7月31日未明〜9月3日未明に行われた高石送信所の施設更新工事期間中は火曜24:30〜25:00に移動)
- 2005年10月4日〜2008年3月25日　毎週火曜日25:00〜25:30
- 2008年4月1日〜9月23日　毎週火曜日24:00〜24:30
- 2008年9月30日〜2009年7月4日　毎週土曜日26:00〜26:30

## コーナー一覧

### ネットで見つけたおもしろニュース
内容はだいたい題名の通り。

### ハリケンポエマー
心に染みるハートフルなポエムをリスナーに考えてもらうコーナー。
コーナー名は破裏拳ポリマーからきている。

### アニソンキング
毎週リスナーから「アニソン（アニメソング）」を送ってもらうコーナー。アニメであればジャンルは問わず（特撮モノもOK）、その曲を取り扱ったアニメについてアメザリの二人が熱く語る。
曲は基本的には毎週2曲ずつだが1曲目のアニメについての話が盛り上がりすぎて2曲目をかけられないこともしばしば。
逆にアメザリの二人がよく知らないアニメのことや、知っているアニメではあるが曖昧な記憶だけでしゃべったために、間違った知識を披露してしまい、その度にリスナーからの鋭い指摘がくる。

### 映画の小窓
平井が、（斜めから見て楽しめる）映画等を紹介するコーナー。毎週のようにやっていたが、現在では平井が映画、ビデオを見る時間が無いため、スペシャルの時のみに行われる。過去に紹介された作品は以下の通り。
- ヘリコップ
- ジュラシックウォーズ
- 悪魔を憐れむ歌
- グリーン・デスティニー
- ミッション:インポッシブル2
- 猿の惑星
- トゥームレイダー
- DEAD OR ALIVE
- 少林サッカー
- チャーリーズ・エンジェル
- 忍者vs少林寺
- プロジェクトX〜挑戦者たち〜 「通勤ラッシュを退治せよ」
- トリプルX
- ジェイソンX
- ミラクル・サッカー
- 三頭魔人
- バカ拳
- 花とアリス
- ボラット 栄光ナル国家カザフスタンのためのアメリカ文化学習 (2007年5月29日レギュラー放送で紹介)

### 終了したコーナー
- アニメじゃない
- 星に願いを
- 朝礼！
- SE・Ζガンダム
- スレ-1グランプリ
- 巷のヨーコ
- お〜い無茶
- アメザリ算
- うめだのホラー
- 低俗華撃団
- 父からの手紙
- ジーク、ジオン!
- 未来少年コナン・ザ・グレート
- SEガンダム!
- 試してバッテン
- ネットでジェスチャー
- 外タレCMグランプリ
- オークションKING
- ネット漫才!
- ドップラー兄弟!

## ポイント
番組の各コーナでネタが採用されると1〜10までのポイントが付き、獲得したポイント数により賞品と交換できる。
5万ポイントたまるとベンツがもらえると謳っていたが、番組終了時に最も獲得している人で1100ポイント程度で、当然のことながらそこまで届くことはなかった。後に、オタクの電脳街にある賞品と1ポイント=100円のレートで交換するというオプションが追加された。
賞品一覧
- 5：ジーク・アメザリ缶バッジ
- 20：クオカード(2000円分)
- 35：アメザリ単独ライブ「侵略と愛」DVD
- 50,000：ベンツC180
- 1,000,000:アメザリ単独ライブ「侵略と愛」ポスター

上記の他、おたくの電脳街で買えるものなら、1ポイント100円換算で交換（限定品を除く）。
過去の賞品
- 45：DSソフト「レイトン教授と悪魔の箱」or PSPソフト「モンスターハンターポータブル2ndG」
- 75：PS3ソフト「龍が如く見参！」
- 100：ポータブルMDプレーヤー
- 150：PlayStation 2
- 150：ニンテンドーDS
- 200：iPod nano(2G)
- 200：ニンテンドーDS Lite or PSP or iPod nano(4G)
- 300：iPod(80G) or Xbox 360 コアシステム
- 300：デジタルカメラ
- 300：iPod(30G)
- 380：PlayStation 3
- 450：Xbox 360
- 500：デジタルビデオカメラ

以前は、PlayStation 2は200ポイント、ベンツC180は1,000,000ポイントでの獲得であった。

## 特番
ABCラジオが「14days（聴視率週間の名前）」の時に特番が放送されることがある。基本的に長めのフリートーク、普通のお便り、アニソンキングスペシャル、映画の小窓、スペシャル企画で構成される。
- 『アメザリのスレッドキングff』（2002年12月15日）

終了した「低俗華撃団」「ジーク、ジオン!」が一夜限りの復活。
- 『アメザリのスレッドキングDX』（2003年6月15日）

リスナー公募の「ドラゴンボール名台詞ランキング」が行われ、孫悟空の「地球の皆、オラに元気を分けてくれ」が一位を獲得。また「懐かしゲームサウンドイントロクイズ」でポイント上では柳原が勝利するが、台詞あてクイズが盛り上がり過ぎたため、放送上ではどちらの勝ちというアナウンスはなかった。
- 『アメザリのスレッドキングXL』（2003年12月14日）

前回に続き「懐かしゲームサウンドイントロクイズ」が行われ、平井が勝利。
- 『アメザリのスレッドキングadvance』（2004年6月20日）

・「北斗の拳名台詞ランキング」が行われる。一位はハート様の「ひでぶっ！」
- 『アメザリのスレッドキング or Not?!』』（2005年12月11日）

約1年半ぶりのスペシャル。番組タイトルは、柳原がレギュラー放送で数週に渡って解説したFOXチャンネルの番組「GAY or NOT?」から。恒例の名台詞ランキングは「機動戦士ガンダム」。30分に短縮後休止中であるアニソンキング中心の編成であった。
- 『アメザリのM-1スペシャル』（2002年12月30日）

スレキンのスペシャルではないが、2002年のM-1グランプリの総括として、司会を務めた山寺宏一をゲストに迎え放送された。

## スポンサー
- ミネルヴァ・ホールディングス

オタクの電脳街の商品とポイントを交換するサービスはスポンサーの好意によるもの。